# Salvador Minuchin

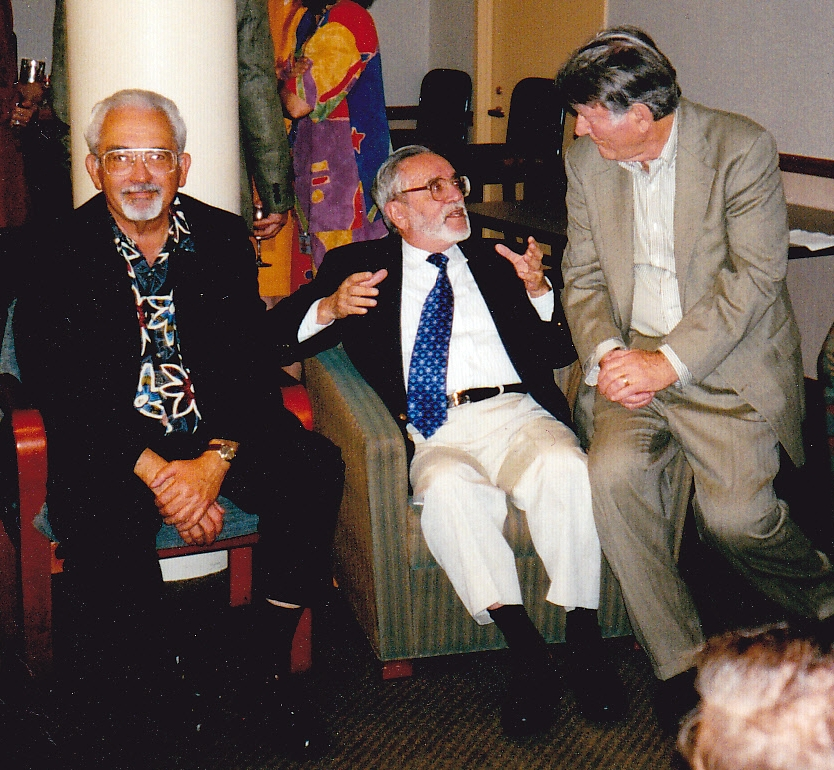
od lewej: Braulio Montalvo, Salvador Minuchin i Jay Haley

Salvador Minuchin (ur. 13 grudnia 1921 w San Salvador, Argentyna, zm. 30 października 2017 w Boca Raton, Floryda) – argentyński psycholog rodzinny. Rozwinął terapię strukturalną, jedną ze szkół terapii rodzin, która skupia się na relacjach między członkami lub subsystemami rodziny oraz granicami pomiędzy nimi.

## Kariera
Salvador Minuchin, po obronieniu dyplomu z medycyny, służył jako lekarz w Siłach Obronnych Izraela. Po ukończeniu służby, wyjechał do Nowego Jorku, gdzie podjął nauki z zakresu psychiatrii dzieci wraz z Nathanem Ackermanem. Po ukończeniu specjalizacji, Minuchin powrócił do Izraela, by tam podjąć pracę jako psychiatra z dziećmi wysiedlonymi. W 1954 roku powrócił do Stanów Zjednoczonych, by tam trenować się z psychoanalizy w William Alanson White Institute (WAWI). Po ukończeniu treningu psychoanalitycznego, Minuchin pracował jako psychiatra w Szkole Wiltwyck dla chłopców z problemem przestępczości, gdzie postanowił leczyć ich całe rodziny.
Podczas pracy w Szkole Wiltwyck, Minuchin wraz ze współpracownikami rozwinęli nową formę terapii rodzinnej. Ich metody zakładały zaangażowanie dwóch psychiatrów w sesję, z których jeden prowadził terapię, a drugi oglądał proces przez lustro weneckie. W 1967 wydał swoją pierwszą książkę, Families of the Slums, która opisała stworzony przez niego model teoretyczny terapii.
W 1965 został dyrektorem Poradni Dziecięcej w Filadelfii. W 1981 roku opuścił Filadelfię by nauczać psychiatrii dzieci w Nowym Jorku. Przeszedł na emeryturę i przeprowadził się do Bostonu w 1996. Zmarł 30 października 2017 roku w Boca Raton na Florydzie.